# B kazemat

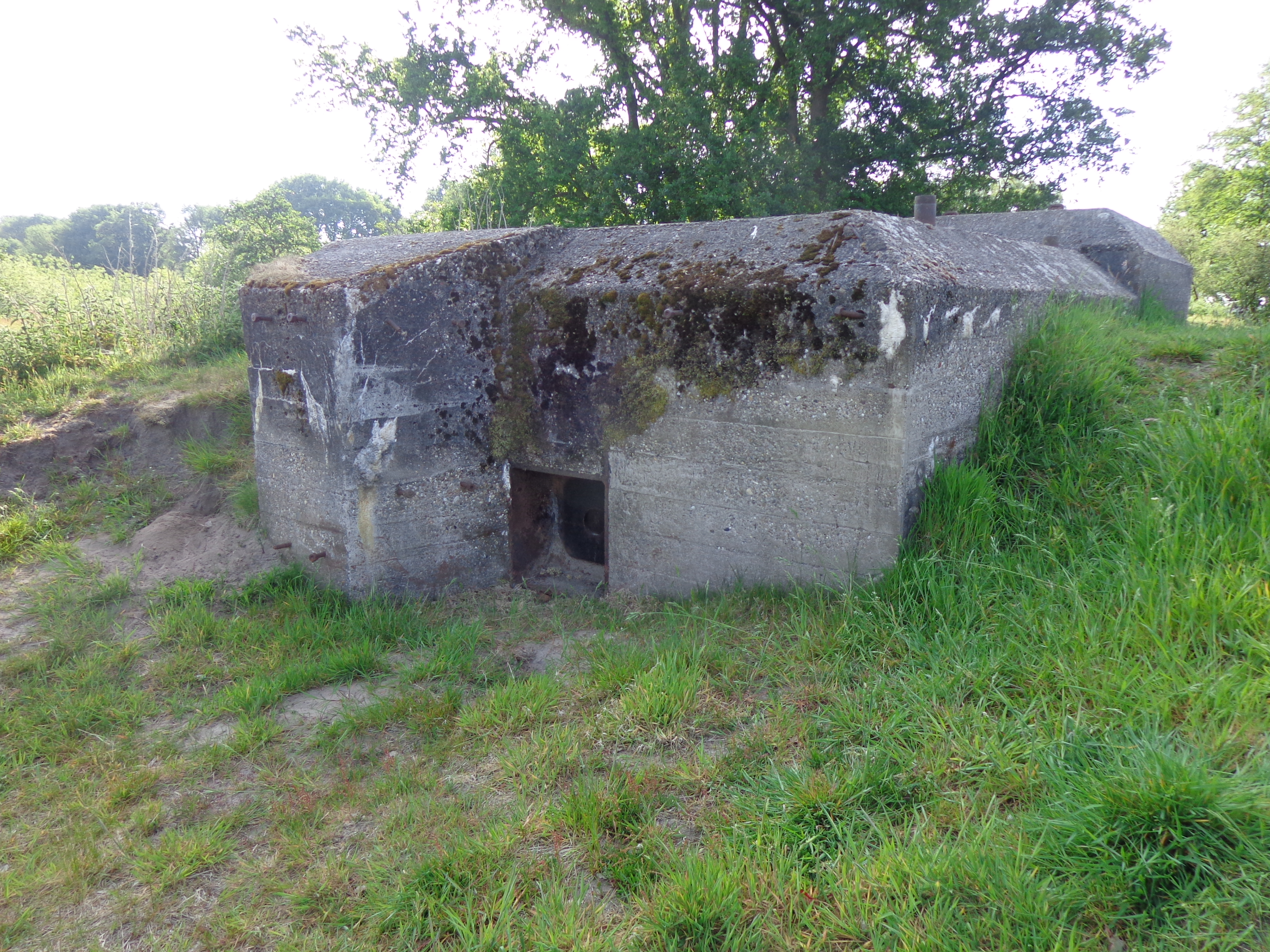
Bk kazemat bij Linie van Juffrouwwijk.

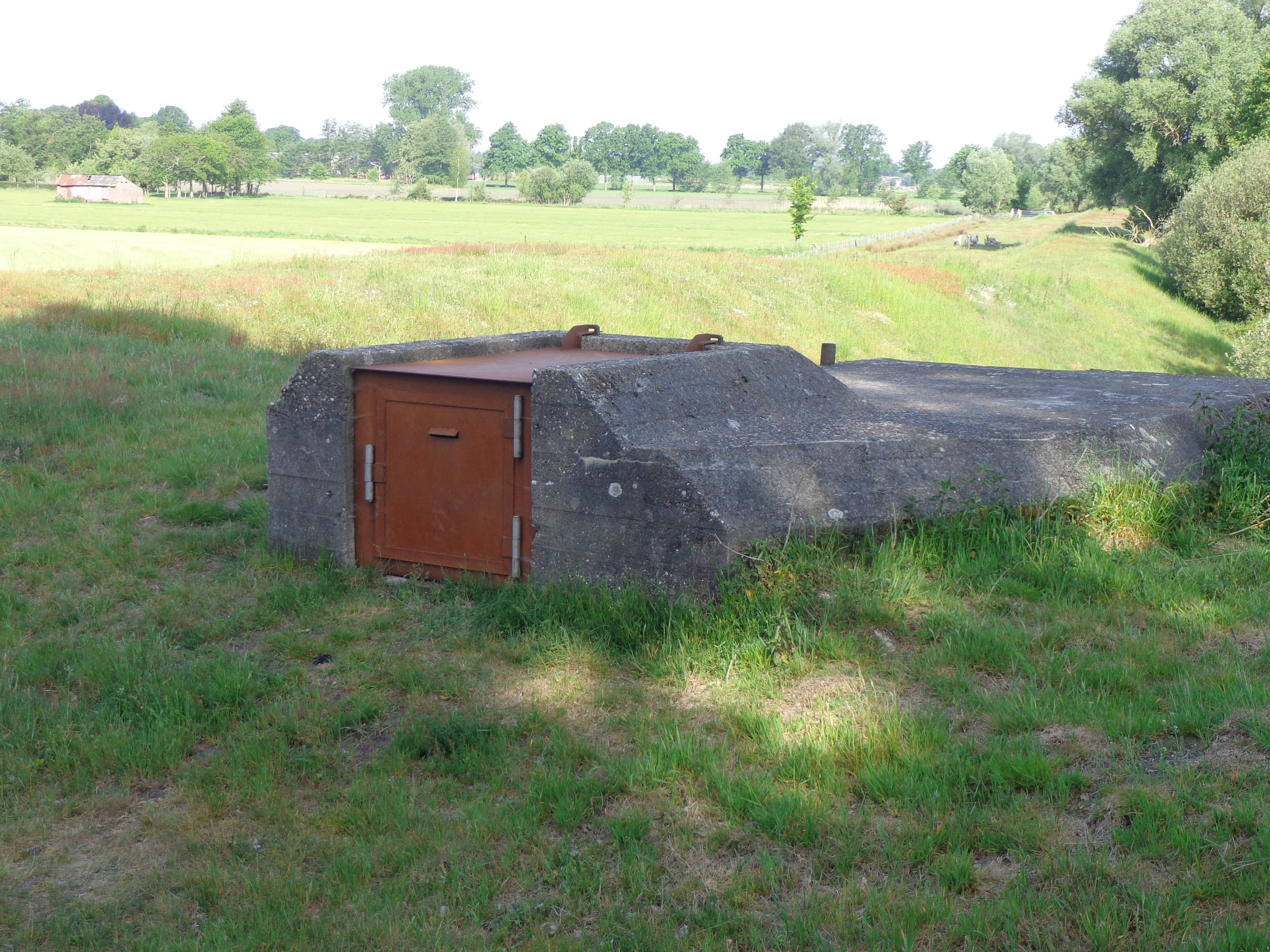
Achteraanzicht Bk kazemat bij Juffrouwwijk.

De B kazemat, ook wel bekend als Flankeerende gewapend betonkazemat of Kazemat type B, was een Nederlands ontwerp van een kazemat met een schietopening. Het ontwerp was afkomstig van het Centraal Inundatie en Technisch Bureau (CITB) en kwam in juni 1939 gereed. De bewapening bestond uit een zware mitrailleur.
De kazemat bestond uit een gevechtsruimte met een achteruitgang. In de deur zat nog een schietgat voor een geweer. Het schietgat van de kazemat was bestemd voor het afgeven van flankerend vuur en de kazemat was uitgerust met een zware mitrailleur. Er waren diverse varianten betreffende het schietgat. Deze kon links of rechts van de toegang liggen of een breed of smal schootsveld hebben. De meeste hadden een schootsveld van 40 graden. De kwetsbare schietopening zat in de zijmuur waardoor het minder kwetsbaar was voor direct vijandelijk vuur. Verder werd het schietgat beschermd door een flankeringsmuur in het verlengde van de frontmuur. De observatiemogelijkheden waren zeer gering, omdat het doel moest worden waargenomen door het kleine schietgat. De bemanning bestond uit de schutter, groepscommandant en helper.
De betonnen muur aan de frontzijde was zo’n 1,2 meter dik, voor een S3 kazemat uit dezelfde periode was deze dikte slechts 80 centimeter. Het dak bestond uit 1 meter beton en de achtermuur was 80 cm dik. Het weerstandsvermogen tegen artilleriegranaten was conform de lichtste weerstandsklasse (W12-W15). Dit bood voldoende weerstand tegen een beschieting met kanonnen met een kaliber van 12 cm, maar enkele treffers van 15 cm granaten was ook geen probleem.
Er waren twee versies voor de uitgang, met klimkoker, dit type kreeg de aanduiding Bk, en met een gewone achteruitgang met de aanduiding Ba. De Bk werd tegen of deels in dijken en wallen geplaatst, waardoor een achteringang niet mogelijk was omdat dit de dijk zou verzwakken. Aan de achterzijde kwam een extra betonnen koker met binnenin een ladder met treden van betonijzer waardoor de bemanning via het dak of hoge achteruitgang de kazemat kon verlaten.
In heel Nederland zijn er voor het uitbreken van de Tweede Wereldoorlog 214 B-kazematten gebouwd. Hiervan lager er 144 aan het Maas-IJsselfront, bestaande uit de Maas- en de IJssellinie, en 46 aan Peel-Raamstelling. Bij de Grebbelinie zijn er 18 gebouwd, waarvan er nog 13 zijn behouden.

## Trivia
- De bijnaam neuskazemat komt ook voor vanwege het uitstekende deel ter bescherming van het schietgat.